# 소켓 TR4
소켓 TR4 또는 소켓 SP3r2는 AMD가 설계한 랜드 그리드 배열 (LGA) CPU 소켓으로, 젠 기반 라이젠 데스크톱 프로세서를 지원하며, 고성능 데스크톱 및 워크스테이션 플랫폼을 대상으로 2017년 8월 10일 런칭하였다.
소켓 TR4는 단명한 소켓 1207 FX 이후 소비자용 제품으로 출시된 AMD의 두 번째 LGA 소켓이다. 일반적으로 동일하지만 AMD의 서버 소켓 SP3과는 호환되지 않는다.
X399 소켓을 사용하며 쿼드 SLI/크로스파이어 설정을 위해 총 66개의 PCI 익스프레스 레인을 지원한다. PCI 익스프레스 ×16 슬롯은 보통 이같이 대부분의 X399 메인보드에서 설정된다: slot 1 — ×16, slot 2 — ×8, slot 3 — ×16, slot 4 — ×8). 슬롯 2와 4는 점유하는 경우 M.2 슬롯과 대역을 공유한다. PCI 익스프레스 ×8 슬롯은 M.2 슬롯이 점유한 경우 x4 속도로 변경된다.

## 같이 보기
- 라이젠
- 젠 (마이크로아키텍처)
- 소켓 AM4